# Юсуф Иса Халим
Юсуф Иса Халим (рум. Iusuf Isa Halim, крымтат. Yusuf İsa Halim) (1894—1982) — крымскотатарский поэт, учитель и языковед.
Родился в 1894 году в Бульбуль (Румыния) (ныне Чокырлия).
В 1915 году окончил школу медресе в Меджидии, где затем работал учителем.
В 1930 году он опубликовал в Пазарджике, ныне Добрич в Болгарии, первый румынско-турецкий словарь.